# Bosnia ed Erzegovina ai XXIII Giochi olimpici invernali
La Bosnia ed Erzegovina ha partecipato ai XXIII Giochi olimpici invernali, che si sono svolti dal 9 al 28 febbraio 2018 a Pyeongchang, in Corea del Sud, con una delegazione composta da quattro atleti. La portabandiera è stata la sciatrice alpina Elvedina Muzaferija.

## Sci alpino
La Bosnia ed Erzegovina ha qualificato nello sci alpino un totale di due atleti, un uomo e una donna.

### Uomini
| Gara            | Atleta      | Tempo     | Tempo     | Tempo  | Posizione |
| Gara            | Atleta      | 1ª manche | 2ª manche | Totale | Posizione |
| --------------- | ----------- | --------- | --------- | ------ | --------- |
| Slalom speciale | Emir Lokmić | DNF       | DNF       | DNF    | DNF       |
| Slalom gigante  | Emir Lokmić | 1'14"55   | DNF       | DNF    | DNF       |

### Donne
| Gara            | Atleta              | Tempo              | Tempo              | Tempo              | Posizione |
| Gara            | Atleta              | 1ª manche          | 2ª manche          | Totale             | Posizione |
| --------------- | ------------------- | ------------------ | ------------------ | ------------------ | --------- |
| Slalom speciale | Elvedina Muzaferija | DNF                | DNF                | DNF                | DNF       |
| Slalom gigante  | Elvedina Muzaferija | 1'19"33            | 1'15"57            | 2'34"90            | 44ª       |
| Gara            | Atleta              | Tempo unica manche | Tempo unica manche | Tempo unica manche | Posizione |
| Supergigante    | Elvedina Muzaferija | 1'27"97            | 1'27"97            | 1'27"97            | 42ª       |
| Discesa libera  | Elvedina Muzaferija | 1'46"80            | 1'46"80            | 1'46"80            | 31ª       |

## Sci di fondo
La Bosnia ed Erzegovina ha qualificato nello sci di fondo un totale di due atleti, un uomo e una donna.
| Evento                         | Atleta            | Tempo   | Tempo   | Tempo   | Distacco | Distacco | Distacco | Posizione | Posizione |
| ------------------------------ | ----------------- | ------- | ------- | ------- | -------- | -------- | -------- | --------- | --------- |
| 15 km tecnica libera maschile  | Mladen Plakalović | 38'27"7 | 38'27"7 | 38'27"7 | +4'43"8  | +4'43"8  | +4'43"8  | 76º       | 76º       |
| 10 km tecnica libera femminile | Tanja Karišik     | 29'24"3 | 29'24"3 | 29'24"3 | +4'23"8  | +4'23"8  | +4'23"8  | 65ª       | 65ª       |